# Morgan 4/4
Morgan 4/4 är en serie sportbilar, tillverkade av den brittiska biltillverkaren Morgan sedan 1936. 

## 4/4 (1936-50)
Morgan Motor Company hade byggt trehjuliga motorcykelbilar sedan 1910 och introducerade sin första ”riktiga” bil, Morgan 4/4, först 1936. Modellnamnet stod för ”4 hjul, 4 cylindrar”. Bilen var byggd enligt gammal brittisk sportbilstradition, med enkel konstruktion, stenhård fjädring och ett minimum av åkkomfort, egenskaper som kännetecknar Morgans bilar än idag.
4/4-modellens chassi bestod av en separat ram med stel bakaxel upphängd i längsgående bladfjädrar. Framvagnen hade samma individuella hjulupphängning som funnits på alla Morgan-bilar sedan starten 1910, med teleskoprör och skruvfjädrar. Karossen består av en ram av askträ som klätts med stålplåtar. Kunden kunde välja mellan två- eller fyrsitsig Drop Head Coupe eller de sportigare tvåsitsig roadster eller fyrsitsig tourer, de senare nästan helt utan skydd mot väder och vind. Motorn köptes in från Ford eller Coventry Climax. Strax före andra världskrigets utbrott infördes en toppventilmotor från Standard Motors.
I slutet av fyrtiotalet slutade Standard att tillverka den lilla motorn och Morgan 4/4 ersattes 1950 av Plus 4-modellen med större motor från Standard Vanguard.

## 4/4 Series II (1955-60)
Skillnaden i prestanda likväl som pris mellan 4/4- och Plus 4-modellerna var stor och 1955 återkom Morgan 4/4 Series II som instegsmodell. Karossen hade ”moderniserats” med ny, rundare kylargrill, strålkastarna var halvt inbyggda i framskärmarna och bilen hade fått hydrauliska bromsar. Motorn var en enkel sidventilare från Ford Anglia.

## 4/4 Series III (1960-61)
1960 kom Series III med Anglians nya toppventilmotor.

## 4/4 Series IV (1961-63)
1961 kom Series IV med en större motor från Ford Consul Classic och skivbromsar fram.

## 4/4 Series V (1963-68)
1963 infördes ännu en större motor från Ford Cortina i Series V.

## 4/4 1600 (1968-93)
1968 kom så 4/4 1600. Den såldes under åren med flera olika motorer: mellan 1968 och 1982 användes en stötstångsmotor från Ford Escort. Mellan 1981 och 1985 fanns även en Fiat-motor med dubbla överliggande kamaxlar. Mellan 1982 och 1993 användes en modernare Ford-motor med överliggande kamaxel.

## 4/4 1800 (1993-2008)
1993 infördes en ny fyrventilsmotor från Ford.

## 4/4 1.6 (2008- )
Sedan 2008 används en mindre 1,6-litersmotor från Ford i Morgans instegsmodell.

## Motor
| Modell | Tillverkare     | Motor                   | Cylindervolym | Effekt | Bränslesystem      |
| ------ | --------------- | ----------------------- | ------------- | ------ | ------------------ |
| 4/4    | Coventry Climax | 4-cyl radmotor F-topp   | 1122 cm³      | 34 hk  | Enkel förgasare    |
| 4/4    | Standard Motors | 4-cyl radmotor ohv      | 1267 cm³      | 40 hk  | Enkel förgasare    |
| S.II   | Ford            | 4-cyl radmotor sv       | 1172 cm³      | 36 hk  | Enkel förgasare    |
| S.III  | Ford            | 4-cyl radmotor ohv      | 997 cm³       | 39 hk  | Enkel förgasare    |
| S.IV   | Ford            | 4-cyl radmotor ohv      | 1340 cm³      | 62 hk  | Enkel förgasare    |
| S.V    | Ford            | 4-cyl radmotor ohv      | 1498 cm³      | 65 hk  | Enkel förgasare    |
| 1600   | Ford            | 4-cyl radmotor ohv      | 1599 cm³      | 88 hk  | Enkel förgasare    |
| 1600   | Fiat            | 4-cyl radmotor DOHC     | 1548 cm³      | 98 hk  | Enkel förgasare    |
| 1600   | Ford            | 4-cyl radmotor SOHC     | 1597 cm³      | 96 hk  | Enkel förgasare    |
| 1600   | Ford            | 4-cyl radmotor SOHC     | 1597 cm³      | 104 hk | Bränsleinsprutning |
| 1800   | Ford            | 4-cyl radmotor DOHC 16v | 1796 cm³      | 114 hk | Bränsleinsprutning |
| 1800   | Ford            | 4-cyl radmotor DOHC 16v | 1798 cm³      | 125 hk | Bränsleinsprutning |
| 1.6    | Ford            | 4-cyl radmotor DOHC 16v | 1595 cm³      | 110 hk | Bränsleinsprutning |

## Tillverkning[1]
| Modell | Antal |
| ------ | ----- |
| 4/4    | 1 428 |
| S.II   | 387   |
| S.III  | 59    |
| S.IV   | 206   |
| S.V    | 646   |
| 1600   | 5 448 |